# 仲澤忠厚
仲澤 忠厚（なかざわ ただあつ、1982年9月1日 - ）は、福井県福井市出身の元プロ野球選手（内野手）。

## 経歴

### プロ入り前
敦賀気比高では内海哲也や李景一らとともに2年秋（1999年）の福井大会、北信越大会で優勝を果たし、翌年の第72回選抜大会の出場校に選出された（ただし、翌2000年3月2日午前2時25分頃、同校2年生の部員が（卒業する）3年生元部員2人ら6人とともに実家で飲酒した後、無免許の飲酒運転で軽自動車に追突する事故を起こし、同校は事故を起こしたことの責任を取って出場を辞退した）。また、同じく2年秋の第30回明治神宮野球大会高校の部において、中澤は、強力打線の主軸として全試合で安打を打つなど活躍し準優勝。ちなみに秋の県大会、北信越大会においても全試合で安打を打っている。しかし、2000年春に交通事故に遭って退部した。そのため、3年時はジムでの身体作りを行なっていた。背筋力280キログラム以上、50メートル6秒台前半、遠投120メートルといった高い身体能力で走攻守すべてを兼ね備えた超高校級内野手として注目され上位指名確実と言われていた。
2000年度のNPBドラフト会議で中日ドラゴンズから7位指名を受けて入団。契約金は3000万円、プロ1年目となる2001年シーズンの年俸は540万円だった。

### プロ入り後
プロ入り後、2001年から2002年の2年間は一軍出場はなかった。3年目の2003年に一軍へ初昇格し、10試合に出場する。翌2004年は、落合博満新監督から右の主砲候補6人の1人として名前を挙げられ、一軍で10試合に出場した。しかし2005年シーズンは一軍へ昇格できずに終わった。
結局中日在籍5年間で20試合のみの出場に留まり10月2日に球団から戦力外通告を受ける。その後12球団合同トライアウトに参加。福岡ソフトバンクホークスからオファーがあり秋季キャンプに参加。11月16日に無償トレードでソフトバンクへ移籍。
2006年、二軍（ウエスタン・リーグ）で打率.406の好成績を残し、46試合に出場。プロ初本塁打も記録した。プレーオフでも活躍し、第2ステージ第2戦では北海道日本ハムファイターズの先発・八木智哉からチーム唯一の2安打を放った。しかし3回表1死二塁で二塁走者の時に牽制死。また9回裏に2死一、二塁で稲葉篤紀の中堅に抜けそうな打球を好捕したものの、難しい体勢だったこともあり送球が逸れて二塁セーフ。その間に二塁ランナーの森本稀哲が一気に生還しサヨナラ負け。この瞬間ソフトバンクのプレーオフ敗退が決まった。結果を左右した大きなプレーだっただけに試合後は「最後の守備が…」と絞り出すように話すのがやっとだった。
2007年、二軍の主砲としてウ・リーグ2位の打率.319、6本塁打を記録。内野の全ポジションでそれぞれ10試合以上起用されてユーティリティーぶりを発揮した。しかし、一軍では本多雄一が新たなレギュラーとして定着しており、5試合の出場で無安打に終わった。
2008年4月13日の対埼玉西武ライオンズ戦の九回裏に大沼幸二から左翼越えの適時二塁打を放ち、プロ入り初のサヨナラ安打を記録した。このシーズンは好調で本塁打以外全ての成績で自己最多を記録した。
2009年は開幕直後、負傷離脱の松田宣浩に代わって一軍に招集されたが、1試合出場のみ。二軍でもコンディション不良に苦しんだ。
2010年、二軍で打率.324と好成績を残した。優勝争いの中の9月に一軍に呼ばれた。
2011年、6年ぶりの一軍出場なしに終わった。二軍で規定打席に達したが打率.209と成績を残せなかった。
2012年、一軍で9試合に出場したが、10月7日付で戦力外通告を受けた。その後、11月9日に12球団合同トライアウトを受けたが獲得に乗り出す球団はなかった。

### 引退後
退団後は2014年7月に田上秀則と共に大阪市内にT-CREWというバーを開業した。
現在は、大阪府大阪市東住吉区の野球教室「ベースボールファミリー」の指導者陣に名を連ねている。

## 詳細情報

### 年度別打撃成績
| 年 度     | 球 団        | 試 合 | 打 席 | 打 数 | 得 点 | 安 打 | 二 塁 打 | 三 塁 打 | 本 塁 打 | 塁 打 | 打 点 | 盗 塁 | 盗 塁 死 | 犠 打 | 犠 飛 | 四 球 | 敬 遠 | 死 球 | 三 振 | 併 殺 打 | 打 率 | 出 塁 率 | 長 打 率 | O P S |
| --------- | ------------ | ----- | ----- | ----- | ----- | ----- | -------- | -------- | -------- | ----- | ----- | ----- | -------- | ----- | ----- | ----- | ----- | ----- | ----- | -------- | ----- | -------- | -------- | ----- |
| 2003      | 中日         | 10    | 11    | 10    | 1     | 2     | 0        | 0        | 0        | 2     | 0     | 0     | 1        | 1     | 0     | 0     | 0     | 0     | 4     | 1        | .200  | .200     | .200     | .400  |
| 2004      | 中日         | 10    | 6     | 6     | 0     | 1     | 0        | 0        | 0        | 1     | 2     | 0     | 0        | 0     | 0     | 0     | 0     | 0     | 2     | 1        | .167  | .167     | .167     | .333  |
| 2006      | ソフトバンク | 46    | 83    | 76    | 10    | 13    | 4        | 1        | 2        | 25    | 9     | 0     | 0        | 3     | 1     | 3     | 0     | 0     | 19    | 2        | .171  | .200     | .329     | .529  |
| 2007      | ソフトバンク | 5     | 8     | 8     | 1     | 0     | 0        | 0        | 0        | 0     | 0     | 0     | 0        | 0     | 0     | 0     | 0     | 0     | 2     | 0        | .000  | .000     | .000     | .000  |
| 2008      | ソフトバンク | 58    | 157   | 132   | 12    | 32    | 8        | 1        | 0        | 42    | 10    | 0     | 0        | 12    | 2     | 10    | 0     | 1     | 29    | 3        | .242  | .297     | .318     | .615  |
| 2009      | ソフトバンク | 1     | 0     | 0     | 0     | 0     | 0        | 0        | 0        | 0     | 0     | 0     | 0        | 0     | 0     | 0     | 0     | 0     | 0     | 0        | ----  | ----     | ----     | ----  |
| 2010      | ソフトバンク | 12    | 9     | 9     | 1     | 1     | 0        | 0        | 0        | 1     | 1     | 0     | 0        | 0     | 0     | 0     | 0     | 0     | 2     | 0        | .111  | .111     | .111     | .222  |
| 2012      | ソフトバンク | 9     | 2     | 1     | 0     | 0     | 0        | 0        | 0        | 0     | 0     | 0     | 0        | 1     | 0     | 0     | 0     | 0     | 0     | 0        | .000  | .000     | .000     | .000  |
| 通算：8年 | 通算：8年    | 151   | 276   | 242   | 25    | 49    | 12       | 2        | 2        | 71    | 22    | 0     | 1        | 17    | 3     | 13    | 0     | 1     | 58    | 7        | .202  | .243     | .293     | .536  |

### 記録
- 初出場・初先発出場：2003年4月29日、対広島東洋カープ4回戦（広島市民球場）、8番・遊撃手で先発出場
- 初打席：同上、2回表に高橋建から捕飛
- 初安打：2003年10月5日、対横浜ベイスターズ26回戦（横浜スタジアム）、5回表に吉見祐治から左前安打
- 初打点：2004年5月9日、対阪神タイガース9回戦（阪神甲子園球場）、2回表に下柳剛から右前適時打
- 初本塁打：2006年4月5日、対北海道日本ハムファイターズ2回戦（東京ドーム）、5回表にコリー・リーから左越ソロ

### 背番号
- 53 （2001年 - 2005年）
- 0 （2006年 - 2012年）